# Dyomyx ora
Dyomyx ora là một loài bướm đêm trong họ Noctuidae.